# Johova
Johova (cyr. Јохова) – wieś w Bośni i Hercegowinie, w Republice Serbskiej, w gminie Kozarska Dubica. W 2013 roku liczyła 101 mieszkańców.